# Andrena antigana
Andrena antigana är en biart som beskrevs av Pérez 1895. Andrena antigana ingår i släktet sandbin, och familjen grävbin. Inga underarter finns listade i Catalogue of Life.